# Арсланбеков, Магомедмурад Исламович
Магомедмурад Исламович Арсланбеков (род. 16 мая 1993, с. Гурбуки, Карабудахкентский район, Дагестан, Россия) — российский боксёр-профессионал, выступающий в первой тяжёлой и в тяжёлой весовых категориях. Мастер спорта России международного класса, двукратный бронзовый призёр чемпионата России (2018, 2019), многократный победитель и призёр международных и всероссийских турниров в любителях.

## Биография
Родился 16 мая 1993 года селе Гурбуки, в Карабудахкентском районе Дагестана. По национальности — даргинец. Живёт в Каспийске.

## Любительская карьера
На боксёрских соревнованиях представляет Физкультурно-спортивное общество профсоюзов «Россия».
В сентябре 2014 году стал серебряным призёром в весе до 81 кг на XVI Международном турнире памяти М.И. Умаханова в Каспийске (Россия), где он в финале проиграл опытному белорусскому боксёру Сергею Новикову.
В ноябре 2017 года в Санкт-Петербурге занял первое место на международном турнире «Кубок губернатора Санкт-Петербурга» в весовой категории до 91 кг.

### 2018—2019 годы
В мае 2018 года он стал победителем в весе до 91 кг международного турнира памяти героя Советского Союза Константина Короткова в Хабаровске, где он в финале по очкам (5:0) победил опытного азербайджанца Теймура Мамедова.
13—14 сентября 2018 года в Волгограде Арслабеков принял участие в матчевой встрече Россия — Куба, где во второй день встречи он проиграл титулованному кубинскому боксёру Эрисланди Савону.
В октябре 2018 года стал бронзовым призёром чемпионата России проходившем в Якутске в весовой категории до 91 кг, где в первом раунде соревнований победил Вадима Лихмана, в четвертьфинале соревнований единогласным решением судей победил Шамиля Мансурова, но в полуфинале единогласным решением судей проиграл Муслиму Гаджимагомедову — который в итоге стал чемпионом России 2018 года.
В ноябре 2019 года вновь стал бронзовым призёром чемпионата России проходившем в Самаре в весовой категории до 91 кг, где он в первом раунде соревнований победил Антона Кудинова, в 1/8 финала соревнований единогласным решением судей победил Артёма Фёдорова, в четвертьфинале соревнований единогласным решением судей победил Владимира Узуняна, но в полуфинале проиграл Ивану Сагайдаку — который в итоге стал чемпионом России 2019 года.

### 2020—2021 годы
В начале декабре 2020 года в Оренбурге участвовал в чемпионате России в категории до 91 кг, пытаясь пробиться в состав национальной сборной для участия в квалификационном отборочном турнире на Олимпийские игры в Токио. Там он в 1/8 финала единогласным решением судей (5-0) победил Дмитрия Захарьева, но в четвертьфинале единогласным решением судей (0-5) проиграл Абубакар-Салаху Муцелханову — который в итоге стал бронзовым призёром чемпионата России 2020 года.
В конце августа — начале сентября 2021 года в Кемерово участвовал в чемпионате России в категории до 92 кг. Где в 1/8 финала победил по очкам Алексея Салмина, но в четвертьфинале он единогласным решением судей проиграл Владимиру Узуняну — который в итоге стал серебряным призёром чемпионата России 2021 года.

## Профессиональная карьера
29 апреля 2019 года состоялся его профессиональный дебют, когда он победил техническим нокаутом в 1-м раунде соотечественника Виктора Конкина (дебют).

## Статистика профессиональных боёв
В таблице перечислены результаты всех поединков боксёров.
В каждой строке указан результат поединка. Дополнительно номер поединка обозначен цветом, который обозначает итог поединка. Расшифровка обозначений и цветов представлена в нижеследующей таблице.
| Пример | Расшифровка                     |
| ------ | ------------------------------- |
|        | Победа                          |
|        | Ничья                           |
|        | Поражение                       |
|        | Планируемый поединок            |
|        | Поединок признан несостоявшимся |
| КО     | Нокаут                          |
| ТКО    | Технический нокаут              |
| PTS    | Решение судей (по очкам)        |
| UD     | Единогласное решение судей      |
| MD     | Решение большинства судей       |
| SD     | Раздельное решение судей        |
| RTD    | Отказ от продолжения боя        |
| DQ     | Дисквалификация                 |
| NC     | Поединок признан несостоявшимся |

| 2 поединка, 2 победы (1 нокаутом). | 2 поединка, 2 победы (1 нокаутом). | 2 поединка, 2 победы (1 нокаутом). | 2 поединка, 2 победы (1 нокаутом). | 2 поединка, 2 победы (1 нокаутом). | 2 поединка, 2 победы (1 нокаутом). | 2 поединка, 2 победы (1 нокаутом). | 2 поединка, 2 победы (1 нокаутом). |
| Бой                                | Рекорд                             | Дата боя                           | Соперник                           | Место проведения боя               | Раундов, время                     | Дополнительно                      |                                    |
| ---------------------------------- | ---------------------------------- | ---------------------------------- | ---------------------------------- | ---------------------------------- | ---------------------------------- | ---------------------------------- | ---------------------------------- |
| 2                                  | 2-0                                | 22 июля 2019                       | Константин Питернов (21-20)        | Красная площадь, Москва, Россия    | UD (4)                             | Счёт: 40-36, 40-36, 40-36.         |                                    |
| 1                                  | 1-0                                | 29 апреля 2019                     | Виктор Конкин (дебют)              | Корстон-Москва, Москва, Россия     | TKO 1 (4), 1:24                    | Профессиональный дебют.            |                                    |

## Спортивные результаты

### В любителях
- Чемпионат России по боксу 2018 года — ;
- Чемпионат России по боксу 2019 года — .